# Neostichtis
Neostichtis é um gênero de traça pertencente à família Arctiidae.